# Kazehakase
Kazehakase es un navegador web para sistemas operativos Unix-like que usa las bibliotecas GTK+. Utiliza Gecko como motor de renderizado y también WebKit. Sin embargo, el autor planea añadir soporte para nuevos motores (GtkHTML, Dillo, w3m).
El nombre proviene de la historia corta "Kazehakase" del autor japonés Ango Sakaguchi.
Kazehakase es software libre, disponible bajo la GNU General Public License. Está disponible en los repositorios de Debian y Ubuntu, y ha sido portado a FreeBSD.